# ポール・カーペンター・スタンドリー
ポール・カーペンター・スタンドリー（英: Paul Carpenter Standley、1884年 - 1963年6月2日）は、アメリカ合衆国の植物学者。
ミズーリ州アバロン出身。マサチューセッツ州スプリングフィールドのドラリー大学で学び、1907年にニューメキシコ州立大学から学位を取得。翌年に同大学から博士号を取得し、1908年から1909年まで助手として在籍した。1909年から1928年まで、スミソニアン博物館勤務。1928年春にフィールド自然史博物館に異動し、1950年に退職。ホンジュラスにあるサモラノ汎アメリカ農業学校の図書館や植物標本室で勤務したが、1956年に研究活動に終止符を打った。翌年首都のテグシガルパに移り、1963年6月2日午後に亡くなった。
主な論文にTrees and Shrubs of Mexico、Flora of Guatemala、Flora of Costa Ricaがある。